# Alegría (nummer)
"Alegría" is een nummer van het internationale circus Cirque du Soleil. Het nummer is afkomstig uit hun show Alegría uit 1994. Dat jaar werd het nummer tevens uitgebracht als single, die pas in 1997 een hit werd in een aantal landen.

## Achtergrond
"Alegría" is geschreven door René Dupéré, Claude Amesse, Franco Dragone, Manuel Tadros en geproduceerd door Robbi Finkel. Het nummer is ingezongen door Francesca Gagnon en bevat teksten in het Engels, Italiaans en Spaans. Het is een aanpassing van een ander Cirque du Soleil-nummer genaamd "Un pazzo gridar", eveneens door Dupéré en Dragone geschreven voor de show Alegría, dat enkel Italiaanse teksten heeft.
In 1997, drie jaar na de uitgave van "Alegría", bereikte de single de hitlijsten in Nederland en Vlaanderen. In Nederland kwam de single respectievelijk tot de veertiende en achttiende plaats in de Top 40 en de Mega Top 100, terwijl in Vlaanderen plaats 31 in de Ultratop 50 werd gehaald. In 1999 werd een nieuwe versie van het nummer uitgebracht voor de film "Alegría, the Film". Deze versie ontving in 2000 een nominatie voor een Genie in de categorie "beste originele nummer". Daarnaast werd in 2006 een nieuwe versie uitgebracht in het Engels, Portugees en Spaans onder de titel "La nova alegría" voor de show Delirium.

## Hitnoteringen

### Nederlandse Top 40
| Hitnotering: 22-03-1997 t/m 10-05-1997 | Hitnotering: 22-03-1997 t/m 10-05-1997 | Hitnotering: 22-03-1997 t/m 10-05-1997 | Hitnotering: 22-03-1997 t/m 10-05-1997 | Hitnotering: 22-03-1997 t/m 10-05-1997 | Hitnotering: 22-03-1997 t/m 10-05-1997 | Hitnotering: 22-03-1997 t/m 10-05-1997 | Hitnotering: 22-03-1997 t/m 10-05-1997 | Hitnotering: 22-03-1997 t/m 10-05-1997 | Hitnotering: 22-03-1997 t/m 10-05-1997 |
| Week                                   | 1                                      | 2                                      | 3                                      | 4                                      | 5                                      | 6                                      | 7                                      | 8                                      |                                        |
| -------------------------------------- | -------------------------------------- | -------------------------------------- | -------------------------------------- | -------------------------------------- | -------------------------------------- | -------------------------------------- | -------------------------------------- | -------------------------------------- | -------------------------------------- |
| Positie                                | 25                                     | 15                                     | 14                                     | 24                                     | 24                                     | 17                                     | 19                                     | 35                                     | uit                                    |

### Mega Top 100
| Hitnotering: 15-03-1997 t/m 14-06-1997 | Hitnotering: 15-03-1997 t/m 14-06-1997 | Hitnotering: 15-03-1997 t/m 14-06-1997 | Hitnotering: 15-03-1997 t/m 14-06-1997 | Hitnotering: 15-03-1997 t/m 14-06-1997 | Hitnotering: 15-03-1997 t/m 14-06-1997 | Hitnotering: 15-03-1997 t/m 14-06-1997 | Hitnotering: 15-03-1997 t/m 14-06-1997 | Hitnotering: 15-03-1997 t/m 14-06-1997 | Hitnotering: 15-03-1997 t/m 14-06-1997 | Hitnotering: 15-03-1997 t/m 14-06-1997 | Hitnotering: 15-03-1997 t/m 14-06-1997 | Hitnotering: 15-03-1997 t/m 14-06-1997 | Hitnotering: 15-03-1997 t/m 14-06-1997 | Hitnotering: 15-03-1997 t/m 14-06-1997 | Hitnotering: 15-03-1997 t/m 14-06-1997 |
| Week                                   | 1                                      | 2                                      | 3                                      | 4                                      | 5                                      | 6                                      | 7                                      | 8                                      | 9                                      | 10                                     | 11                                     | 12                                     | 13                                     | 14                                     |                                        |
| -------------------------------------- | -------------------------------------- | -------------------------------------- | -------------------------------------- | -------------------------------------- | -------------------------------------- | -------------------------------------- | -------------------------------------- | -------------------------------------- | -------------------------------------- | -------------------------------------- | -------------------------------------- | -------------------------------------- | -------------------------------------- | -------------------------------------- | -------------------------------------- |
| Positie                                | 64                                     | 32                                     | 25                                     | 24                                     | 22                                     | 23                                     | 18                                     | 26                                     | 33                                     | 29                                     | 34                                     | 45                                     | 65                                     | 77                                     | uit                                    |

### NPO Radio 2 Top 2000
| Nummer met noteringen in de NPO Radio 2 Top 2000 | '06  | '07  | '08  | '09  | '10  | '11  | '12  | '13  |
| ------------------------------------------------ | ---- | ---- | ---- | ---- | ---- | ---- | ---- | ---- |
| Alegría                                          | 1372 | 1228 | 1877 | 1792 | 1768 | 1541 | 1133 | 1591 |

1. ↑  Een vetgedrukt getal geeft de hoogste notering aan.
2. ↑  2006 was het eerste jaar met een notering voor dit nummer.
3. ↑  Deze tabel is bijgewerkt tot en met de laatste editie (2024).